# Verbove (Podilsk)
Verbove  (ucraniano: Вербове) es una localidad del Raión de Podilsk en el Óblast de Odesa de Ucrania. Según el censo de 2001, tiene una población de 204 habitantes.